# Passage Brulon
Le passage Brulon est une voie située dans le quartier des Quinze-Vingts dans le 12e arrondissement de Paris, en France.

## Situation et accès
Le passage Brulon est accessible par la ligne de métro 8 à la station Faidherbe - Chaligny.

## Origine du nom
Le nom du passage fait référence à celui du propriétaire du terrain sur lequel il a été créé.

## Historique
Cette voie a été ouverte et porte son nom actuel depuis 1959.

## Bâtiments remarquables et lieux de mémoire
- Le square Léo-Ferré.
- Au no 8, un immeuble qui appartient à la Régie immobilière de la ville de Paris et qui accueille notamment les locaux de la Fing, d'OpenDataFrance, de l'Institut du numérique responsable, de Premières Lignes télévision et de la Netscouade.